# Rubrivivax gelatinosus
Rubrivivax gelatinosus es una bacteria gramnegativa del género Rubrivivax. Fue descrita en el año 1991, es la especie tipo. Su etimología hace referencia a gelatinoso. Inicialmente, fue descrito como Rhodocystis gelatinosa en 1907, y en 1944 se le llamó Rhodopseudomonas gelatinosa, y en 1984 se transfirió a otro género como Rhodocyclus gelatinosus. Finalmente, en 1991, se incluyó en el nuevo género Rubrivivax. Es aerobia y móvil por flagelo polar. Tiene un tamaño de 0,4-0,7 μm de ancho por 1-3 μm de largo. Forma colonias amarillentas. Se ha aislado de aguas y lodos.